# Ctenophorus kartiwarru
Ctenophorus kartiwarru — вид ігуаноподібних ящірок родини агамових (Agamidae). Ендемік Австралії. Описаний у 2023 році.

## Поширення й екологія
Ctenophorus kartiwarru мешкають у Південній Австралії, на південному заході Квінсленду та на північному заході Нового Південного Уельсу. Вони живуть серед піщаних дюн, слабо порослих рослинністю, зокрема Zygochloa paradoxa.